# Can Cotarrossa
Can Cotarrossa és una masia de Sant Feliu de Buixalleu (Selva) inclosa a l'Inventari del Patrimoni Arquitectònic de Catalunya.

## Descripció
Masia aïllada, orientada al sud- est i situada al nucli de Grions.
L'edifici està conformat per planta baixa i pis (cobert per un teulat a doble vessant), i annexa hi ha una antiga pallissa (amb coberta a una vessant).
A la planta baixa hi ha la porta d'entrada, en arc molt rebaixat i brancals tots fets de maons disposats en sardinell. Al costat esquerre hi ha una finestra en arc de llinda i brancals també de maons col·locats en sardinell.
Al pis hi ha un balcó amb barana de ferro forjat, i a la part esquerra una finestra en arc pla, totes dues obertures realitzades amb maó disposat en sardinell.
Situat al costat dret, a l'antiga pallisa, hi ha una porta d'entrada en arc rebaixat, sobre la qual descansa una obertura en arc escarser; totes dues obertures estan envoltades per maó en sardinell.
Façana en paredat rústic.

## Història
El nom original de la masia era "Cota", però segons es diu, arran d'una massovera que hi va haver que era rossa, el nom del mas va esdevenir Can Cotarrrossa.
Els darrers masovers que hi havia fa sis anys que van marxar. El propietari creu que la masia deu ser com a mínim del segle xviii, però aquesta data no s'ha pogut verificar.